# Кафеено дърво
Кафееното дърво (Coffea) е род цъфтящо растение от семейство Брошови, и от чиито семена, наречени кафеени зърна, се произвеждат различни напитки и изделия от кафе. Растението е местно за Южна Африка и тропическите части на Азия.
Видът Coffea arabica за първи път е описан от френския естествоизпитател Антоан дьо Жосьо (на френски: Antoine de Jussieu), който го наименува като Jasminum arabicum. По-късно Карл Линей го поставя в род Coffea през 1737 г.

## Култивиране и използване
Различни сортове на кафееното дърво могат да се отглеждат за производството на кафе на зърна, сред които: Кафе арабика (Coffea arabica), на което се дължат 75 – 80% от световното производство на кафе, докато около 20% се падат Кафе робуста (Coffea canephora).
Кафееното дърво образува ядливи червени плодове, наречени „черешки“.
- Coffea canephora
- Узрели плодове на кафеено дърво, Бали

## Кафеени напитки
В азбучен ред.
- Капучино
- Кафе американо
- Лате макиато
- Мокачино
- Турско кафе, познато още като арабско кафе, гръцко кафе и арменско кафе
- Фрапе
- Чокачино и др.